# De Standaard
De Standaard is een Vlaams dagblad. Het wordt uitgegeven sinds 1918 en is eigendom van Mediahuis. 
In de 20e eeuw was de krant van katholieke signatuur en speelde ze een voorname rol in de Vlaamse Beweging.

## Geschiedenis
In 1911 richtte de minimalist Frans Van Cauwelaert mee het weekblad Ons Volk Ontwaakt op, genesteld in de Vlaamse katholieke studentenbeweging, en met onder anderen de jonge Marnix Gijsen als een van de redacteuren. Dit weekblad werd als de voorloper van De Standaard gezien. De eisen voor Nederlandstalig onderwijs en administratie moest kracht bijgezet worden met een eigen Vlaamse krant. Op zaterdag 2 mei 1914 richtte diezelfde Frans Van Cauwelaert samen met Alfons Van de Perre en Arnold Hendrix en met 151 aandeelhouders in Hotel Wagner in Antwerpen het dagblad De Standaard en de uitgeverij De Standaard N.V. op, maar door het uitbreken van de oorlog zou de eerste editie enige jaren op zich laten wachten.
Op woensdag 4 december 1918 verscheen de krant De Standaard voor het eerst in een oplage van 4000 exemplaren, met rechts naast de kop de leuze Vlamingen spreekt uw taal. Van Cauwelaert schreef: "Een enkel woord slechts ter inleiding, want men verwacht ons aan het werk" en "Wij zullen zelf niets ongedaan laten om De Standaard in weinigen tijd te verheffen tot een der aanzienlijkste organen van de Belgische pers". Vanaf het begin had de krant als ondertitel Het dagblad voor staatkundige, maatschappelijke en economische belangen. De eerste edities, in broadsheetformaat, maten 45 bij 60 centimeter. De krant telde 2 pagina's (één vel) en kostte 10 cent. Het grote formaat werd (met een kleine aanpassing naar 41 bij 58 centimeter) tot 2004 aangehouden. Daarmee was De Standaard lange tijd letterlijk een van de grootste kranten ter wereld.
In 1919 installeerde de redactie zich aan de Brusselse Jacqmainlaan. De drukkerij kwam er vanaf 1920 op nr. 127. Initieel bewaakte Van Cauwelaert de redactionele lijn en beheerde Van de Perre de zakelijke kant. De Standaard was Vlaams en katholiek georiënteerd en plaatste daarom vanaf 27 september 1919 werd daarom in kruisvorm (zoals later op de IJzertoren) het letterwoord AVV-VVK (Alles voor Vlaanderen, Vlaanderen voor Kristus) aan de kop van de krant in plaats van de leuze "Vlamingen spreekt uw taal".
In 1922 werd Van Cauwelaert burgemeester van Antwerpen en werd redactiesecretaris Marcel Cordemans de eerste formele hoofdredacteur. Met een kleine redactieploeg, onder wie de katholieke Jan Boon en de Vlaamsgezinde Filip De Pillecyn, verwierf De Standaard snel een positie in het perslandschap en steeg de oplage naar 12.000 exemplaren. Van 1921 tot 1940 werd een Antwerpse editie van De Standaard uitgegeven onder de aparte titel De Morgenpost.
Eind jaren twintig verwierf Gustaaf Sap de controle over de krant. Hoofdredacteur Cordemans diende op te stappen en werd opgevolgd door de meer Vlaamsgezinde Jan Boon, tot deze laatste in 1939 naar het NIR vertrok. Sap was in de jaren 30 verschillende keren minister en liet zijn standpunten door de krant vertolken. Zijn pleidooi voor Vlaamse concentratie viel verkeerd bij de Katholieke Partij, die de concurrent De Courant oprichtte.
Toen in 1940 de oorlog uitbrak, was Sap net overleden. Uitgeverij De Standaard N.V. legde op 16 mei 1940 de persen stil, maar begon enkele maanden later onder een nieuwe naam: Het Algemeen Nieuws kreeg met Alfons Martens een door de Duitsers aanvaarde hoofdredacteur. Het werd een blad van de Nieuwe Orde met in de laatste oorlogsmaanden een nazi-hoofdredacteur. Na de oorlog werden verschillende medewerkers schuldig bevonden aan collaboratie. Directeur Fernand Van Den Eynde overleed in voorhechtenis, maar de overigen werden veroordeeld (zware straffen voor de bestuurders Frans Van Waeg en Piet Van Nieuwenhuyzen, en lichtere voor de redacteurs Alfons Martens, Huib Aerts en Jan Caberghs). Ondertussen had minister Fernand Demany de N.V. De Standaard onder sekwester geplaatst, wat neerkwam op een publicatieverbod. De titel, lokalen en persen werden tot 1 januari 1947 verhuurd aan een nieuwe groep mensen, die op 5 oktober 1944 de krant opnieuw liet verschijnen, zonder het monogram 'AVV-VVK'. Omdat de argwaan niet onmiddellijk ging liggen, richtten ze De Gids N.V. op, die in november 1944 de krant De Nieuwe Standaard ging uitgeven. Ook andere titels van de oude Standaard-groep werden door deze nieuwe vennootschap voortgezet.
Na de lichting van het sekwester in oktober 1946 volgde een bitse strijd met De Standaard N.V., waar een nieuwe groep aandeelhouders rond uitgever Albert De Smaele (niet te verwarren met minister Albert De Smaele), de schoonzoon van Gustaaf Sap, op de voorgrond trad. Tevens was er de vereniging De Schakel, een groep die de redactielijn van De Nieuwe Standaard aanviel, met name inzake de repressie. De berichtgeving bij de executie van August Borms was een keerpunt. Uiteindelijk beslechtte een vonnis van 31 maart 1947 het pleit: De Nieuwe Standaard werd vanaf 12 april 1947 De Nieuwe Gids en de oorspronkelijke uitgever hernam vanaf 1 mei de titel De Standaard, met het vertrouwde monogram. Albert De Smaele werd beheerder en hoofdredacteur.
De krant groeide tot een oplage van 290.000 in 1966. Hierdoor aangemoedigd besloot De Smaele tot een groot investeringsplan, dat in de crisisjaren faliekant afliep. Op 8 juni 1976 ging de Standaard-groep failliet. Na een bedrijfsbezetting wierp de Antwerpse reder André Leysen zich op als redder. Zijn vennootschap Ibel werd hoofdaandeelhouder van de Vlaamse Uitgeversmaatschappij, die voortaan De Standaard uitgaf. De VUM verhuisde de redactie en drukkerij in 1980 naar de rand van de hoofdstad (Gossetlaan in Groot-Bijgaarden).
In 1997 werd gestart met een online versie van De Standaard.
Op 30 september 1999 verdween de ondertitel Dagblad voor staatkundige, maatschappelijke en economische belangen alsook het woordkruis AVV-VVK. Dit laatste zorgde voor controverse tussen voor- en tegenstanders omdat hiermee de band werd doorknipt met de Vlaamse Beweging en de christendemocratie. De hoofdredacteur werd beticht van antiklerikalisme omdat hij met deze openlijke secularisering een redactionele lijn installeerde die het christendom hooguit beschouwt als een van de vele levensbeschouwingen. Vanuit de lacune die hiermee ontstond lanceerde onder meer journalist Bert Claerhout met Tertio een katholiek opinieweekblad.
In 2000 verscheen het eerste kerstessay van de hand van Manu Claeys over het Vlaams Blok in elk van ons. Sindsdien wordt elk jaar tussen Kerstmis en Nieuwjaar een thema uitgediept door een gezaghebbende stem.
Eind januari 2005 werd De Standaard Espresso gelanceerd op tabloidformaat en in full color voor de internetgeneratie. De krant was dunner dan de normale editie van De Standaard en werd aantrekkelijk geprijsd op een halve euro. Wegens tegenvallende verkoopresultaten werd de uitgave eind juli 2005 gestaakt.

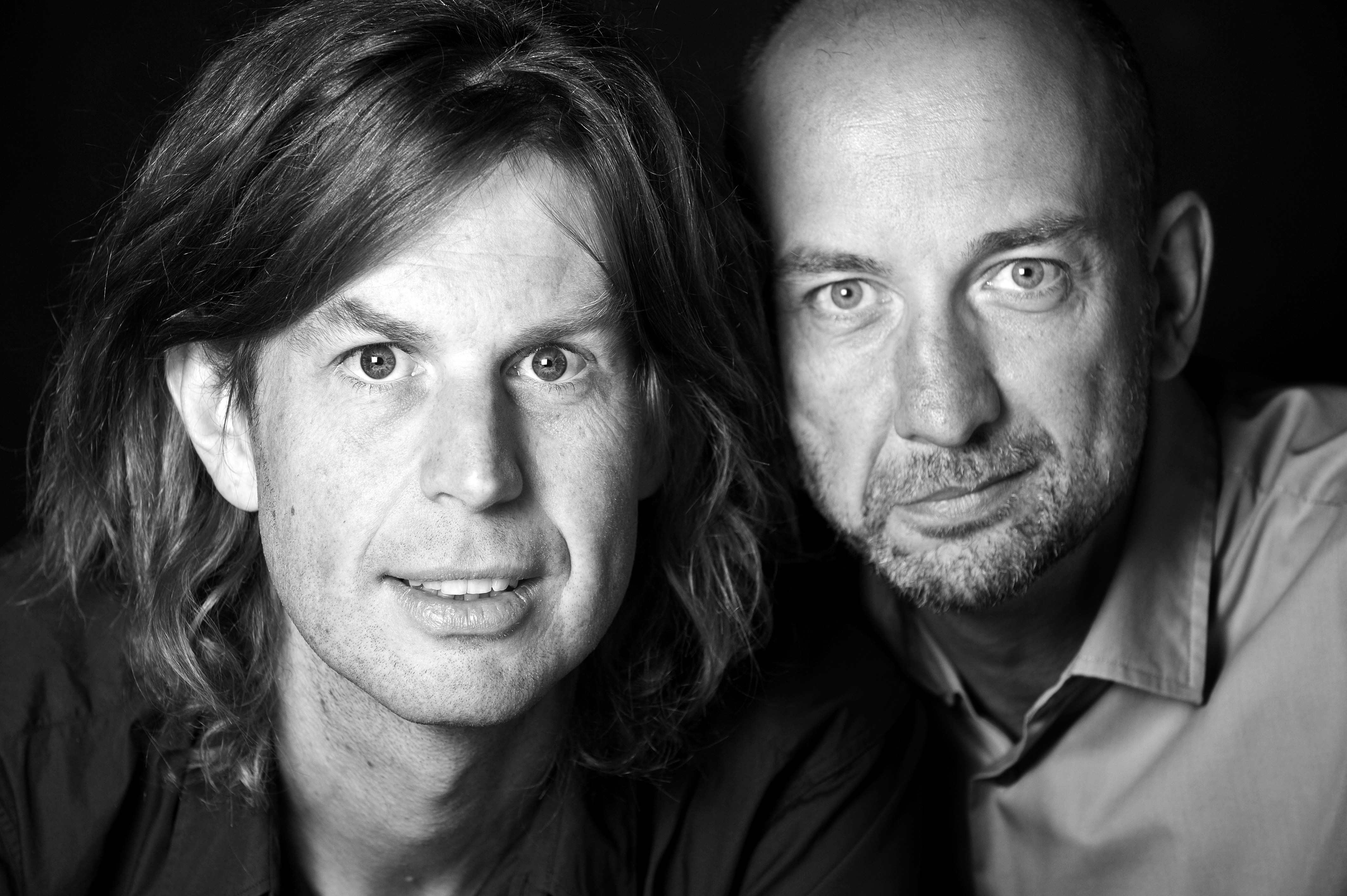
Algemeen hoofdredacteur Karel Verhoeven & hoofdcommentator Bart Sturtewagen (r)

Sinds 23 april 2007 verschijnt De Standaard op tabloidformaat met een andere opmaak. Sindsdien is er dagelijks meer regionaal nieuws. Daarnaast verschijnen er wekelijkse bijlages: op zaterdag de boekenbijlage De Standaard der Letteren (sinds 2020, voordien op vrijdag), dS Weekblad en dS Magazine.
De krant is ook op internet te raadplegen en heeft in de rubriek meningen een online brievenbus waar lezers hun mening kwijt kunnen. Abonnees kunnen gedigitaliseerde kranten vanaf 2008 raadplegen via het online archief, oudere jaargangen zijn gedigitaliseerd door de Koninklijke Bibliotheek van België en tot 100 jaar oud materiaal online doorzoekbaar via Belgica Press (anno 2018 was de jaargang 1918 beschikbaar).
Sinds 2016 tijd biedt de krant ook podcasts van ingesproken artikelen aan.
Eind juni 2010 maakte algemeen hoofdredacteur Peter Vandermeersch zijn overstap naar het Nederlandse dagblad NRC Handelsblad bekend.
Corelio, sinds 2006 de nieuwe naam van de Vlaamse Uitgeversmaatschappij, ging in 2013 samen met Concentra (uitgever van Het Belang van Limburg en Gazet Van Antwerpen) tot de groep Mediahuis, die De Standaard vandaag uitgeeft.
Sinds april 2012 brengt De Standaard een avondeditie uit, genaamd dS Avond. Het betreft een elektronische avondkrant, die alleen op tablet-pc, op de website en op smartphone kan geraadpleegd worden.
Eind 2020 verhuist de redactie van De Standaard weer naar het centrum van Brussel (bovenste verdieping van het Shellgebouw in de Kantersteen). De centrale diensten van Mediahuis worden overgebracht van Groot-Bijgaarden naar Antwerpen.

## Product van het jaar
Sinds 2003 verkiest De Standaard elk jaar het product van het jaar.
| Jaar | Winnaar                  | Andere laureaten                                                                                    |
| ---- | ------------------------ | --------------------------------------------------------------------------------------------------- |
| 2003 | Digitale camera          | |
| 2004 | iPod                     | |
| 2005 | Draagbare gps            | Skype, Google, Blackberry, flatscreen tv                                                            |
| 2006 | Draagbare gps            | YouTube, Google Earth, interactieve digitale televisie, podcasts                                    |
| 2007 | iPhone                   | Nintendo Wii-spelconsole, sociale netwerken op internet, sms als betaalsysteem, biobrandstoffen     |
| 2008 | Barack Obama             | Speculaaspasta, baarmoederhalskankervaccin, Wii Fit, sociale netwerken                              |
| 2009 | Zonnepanelen             | Kai-Mook, sms-parkeren, Twitter, zumba                                                              |
| 2010 | iPad                     | |
| 2011 | Google Street View       | Dagelijkse Kost, trappistenbier uit Westvleteren, QR-code, G1000                                    |
| 2012 | Rode Duivels             | |
| 2013 | Stromae                  | Google Glass, drones, gin & tonic, pop-up-restaurants & stores                                      |
| 2014 | Netflix                  | Tesla, Uber, Airbnb, Wat Als?                                                                       |
| 2015 | K3                       | HelloFresh, interactieve thermostaat Nest, emoji's, Tinder                                          |
| 2016 | Deliveroo                | E-sigaret, Pokémon Go, hoverboard                                                                   |
| 2017 | NIP-test                 | Nintendo Switch, Tournée Minérale, speedpedelec, bitcoin                                            |
| 2018 | Nutri-Score              | Fortnite, Audi e-tron, crispr, F-35-gevechtsvliegtuig                                               |
| 2019 | Plantaardige burger      | Airpods, alcoholvrij bier, elektrische steps, ketonendieet                                          |
| 2020 | Mondmasker               | Zoom, Teams of Google Meet, elektrische Volkswagen ID.3, Tiktok, Vinted                             |
| 2021 | Coronavaccin             | CO2-meter, thuislaadpaal, ruimtetoerisme, menstruatieslip                                           |
| 2022 | Kleine modulaire reactor | Gravelbike, het oplaadbare elektrische kussen, de app BeReal, het dynamisch elektriciteits-contract |
| 2023 | ChatGPT                  | Staatsbon, Ozempic, BYD, Adidas Pro Evo                                                             |
| 2024 | LFP-accu                 | Starship Boostern UCB-medicijn BimzelX, Het Luisterboek, FPV Drone                                  |

## Onderzoek
In 2018 ondersteunde De Standaard het burgerwetenschapsproject CurieuzeNeuzen, dat de luchtkwaliteit in Vlaanderen in kaart bracht. Dat kreeg in 2021 een vervolg met CurieuzeNeuzen in de Tuin, dat onderzoek doet naar hitte en droogte.

## Prijzen
- 2012: Zesde Vijs voor de wetenschapsredactie van de sceptische beweging SKEPP voor de objectieve manier omgaan met het paranormale en pseudowetenschap.[10]
- 2019: Creative Belgium Award (Gold Brand Experience & Activation) voor de reclamespot Rewrite your wrongs van de Mortierbrigade.[11]

## Oplage en verkoop

### Oplage print
| Naam           | 1918      | 1922       | 1932       | 1939       | 1999   | 2000   | 2001   | 2002   | 2003   | 2004   | 2005   | 2006   |
| -------------- | --------- | ---------- | ---------- | ---------- | ------ | ------ | ------ | ------ | ------ | ------ | ------ | ------ |
| Oplage - Print | ca. 4.000 | ca. 12.000 | ca. 25.000 | ca. 35.000 | 98.169 | 98.235 | 95.867 | 93.500 | 94.890 | 97.540 | 98.685 | 98.848 |

### Oplage en verkoop: print en digitaal
| Naam               | 2007    | 2008    | 2009    | 2010    | 2011    | 2012    | 2013    | 2014    | 2015    |
| ------------------ | ------- | ------- | ------- | ------- | ------- | ------- | ------- | ------- | ------- |
| Oplage - Print     | 104.758 | 107.803 | 104.746 | 106.027 | 108.828 | 107.354 | 104.134 | 101.375 | 98.008  |
| Verkoop - Print    | 90.327  | 90.977  | 89.063  | 91.107  | 92.825  | 92.499  | 91.788  | 89.338  | 86.350  |
| Verkoop - Digitaal | 3.622   | 3.096   | 2.742   | 2.604   | 4.146   | 6.710   | 7.120   | 11.448  | 14.185  |
| Verkoop - Totaal   | 93.949  | 94.073  | 91.805  | 93.711  | 96.971  | 99.209  | 98.908  | 100.786 | 100.535 |

Bron: CIM

## Medewerkers

### Hoofdredactie
- Marcel Cordemans (1922–1929)
- Jan Boon (1929–1939)
- Karel Peeters (1939-1940)
- Albert De Smaele (1947–1960)
- Luc Vandeweghe (E. Troch) en Manu Ruys (1960–1975)
- Luc Van Gastel en Manu Ruys (1975–1976)
- Lode Bostoen en Manu Ruys (1976–1989)

#### Algemeen hoofdredacteur kranten (1989-2010)
- Lode Bostoen (1989–1991)
- Lou De Clerck (1991–1995)
- Peter Vandermeersch (2006–2010)

#### Hoofdredacteur De Standaard (na 1989)
- Mark Deweerdt (1989–1993)
- Dirk Achten (1994–1999)
- Peter Vandermeersch (1999–2006)
- Bart Sturtewagen (2006–2010)
- Bart Sturtewagen en Karel Verhoeven (2010-2013)
- Karel Verhoeven (2013-heden)

### Journalisten
Overzicht van de bekendste journalisten vroeger en nu:

#### Vroeger
- Isabel Albers
- Piet Antierens
- Gerard Bodifée
- Jan Bohets
- Guido Boodts
- Salomon Bouman
- Raf Butstraen
- Bert Claerhout, cultuur en religie
- Ernest Claes
- Lode Claes
- Luc Coppens
- Marcel Cordemans, hoofdredacteur
- Hein De Belder
- Vic De Donder
- Louis De Lentdecker
- Freddy De Pauw
- Filip De Pillecyn
- Hugo de Ridder
- Jozef De Roeck
- Guido Despiegelaere
- Mark Deweerdt
- Mia Doornaert
- Gaston Durnez
- Derk Jan Eppink
- Michiel Hendryckx, fotograaf
- Guido Fonteyn
- Marnix Gijsen
- Anna Luyten
- Willem Melis
- Ludo Parmentier
- Erik Peustjens, fotograaf
- Maria Rosseels
- Manu Ruys
- Leo Schrooten
- Guy Tegenbos
- Leo Picard
- Mark Schaevers
- Tilly Stuckens
- Marc Van Cauteren
- Paul Van den Abeele, fotograaf
- Ludo van den Eynden
- Mon Vanderostyne
- Pieter Van Dooren
- Guido Van Hoof
- Jan Vanhove
- Marcel Van Nieuwenborgh
- Jaak Veltman
- Frans Verleyen
- Max Wildiers
- Toon Wouters

#### Nu
- Bart Brinckman
- Marc Reynebeau
- Ruud Goossens

### Columnisten
Onder anderen:
- Dominique Deckmyn
- Saskia De Coster
- Christophe Deborsu
- Béatrice Delvaux
- Bart Dobbelaere
- Mia Doornaert
- Paul Goossens
- Dalilla Hermans
- Nele Van den Broeck
- Kristof Hoefkens
- Assita Kanko
- Marc Reynebeau
- Dave Sinardet
- Rik Torfs
- Oscar van den Boogaard
- Fons Van Dyck
- Marcel van Meerhaeghe
- Hendrik Vos

### Striptekenaars en cartoonisten
- Marc Sleen (1965-2002)
- Studio Vandersteen
- Pil
- Willy Vandersteen
- Zaza (cartoonist) (1999-2012)
- Lectrr (2011-heden)
- Kamagurka (2018-heden)